# Хубсугул
Хубсугу́л (Хувсгел-Нуур, ранее Косогол; монг. Хөвсгөл нуур, монг. Хөвсгөл далай) — крупное пресноводное озеро на севере Монголии, недалеко от границы с Россией. Второе по площади после озера Убсу-Нур и самое глубокое озеро в Монголии. По своему происхождению (озеро является частью Байкальского рифта), гидрологическому режиму и минеральному составу воды очень похоже на Байкал, иногда озеро называют «младший брат Байкала».

## Название
Э. М. Мурзаев отмечал, что этимология (происхождение) названия «Хубсугул» неясна. Сам Э. М. Мурзаев выдвинул гипотезу о том, что это название может иметь домонгольское тюркское происхождение, так как тюрки были предшественниками монголов и до них населяли бассейн Селенги, Орхона, верхнего Енисея; в таком случае, предположил Э. М. Мурзаев, это название может означать «многоводное озеро». Однако, отмечал Э. М. Мурзаев, это «не более чем гипотеза, требующая серьёзной аргументации и лингвистической экспертизы».

## Гидрография и климатические особенности
Хубсугул — высокогорное озеро, оно расположено на высоте 1645 метров над уровнем моря у южного склона Восточных Саян. Объём воды в озере равен 381 км³, максимальная глубина озера 262 метра, длина озера 136 километров, максимальная ширина 36,5 километра. Площадь поверхности — 2760 км². Хубсугул — самое глубокое озеро Монголии. В озеро впадает 96 рек и ручьев (Их-Хоро-Гол, Хонгор-Бош-Гол, Шогнул-Гол, Алаг-Цар-Гол, Ханх-Гол, Тойн-Гол, Джиглэг-Гол). Из Хубсугула вытекает река Эгийн-Гол (бассейн Селенги). Замерзает с декабря по май. Судоходно, составляет часть транспортного пути из России (Республика Бурятия) в Монголию. Пристани Хатгал (на юге) и Ханх (на севере). Ежегодно озеро замерзает в конце ноября, лед имеет толщину до 1,4 м. Сходить лед начинает в мае и заканчивает в начале июня. Температура воды колеблется в пределах +10…+14 °C. Однако в бухтах вода прогревается до более высоких температур. В районе Хубсугула открыты залежи фосфоритов.

## Достопримечательности и туризм
Хубсугул традиционно считается священным местом. Река Эгийн-Гол, вытекающая из озера, проделывает путь 1000 км и, спустившись на 1200 м, впадает в озеро Байкал через Селенгу. Прямое расстояние между озёрами всего 200 км.
Район озера является национальным парком, который строго охраняется, являясь переходной зоной между центральноазиатской степью и сибирской тайгой. В парке обитает множество различных видов диких животных, занесенных в Международную Красную Книгу: сибирский горный козёл, архар, лось, волк, росомаха, кабарга, бурый медведь, соболь, в озере обитают девять видов рыб (в том числе ленок, хариус).
Озеро Хубсугул — одна из туристических достопримечательностей Монголии. В 2007 году на севере озера в районе Ханха было 5 туристических баз, а на юге озера в районе Хатгала — 29. Действует пассажирский паром «Сухэ-Батор», однако автомобили на борт он брать не может.
Северная часть озера расположена в 11 километрах от российско-монгольской границы, КПП Монды — Ханх.

## История
12 января 2021 года в районе озера Хубсугул  произошло  землетрясение.

## Галерея

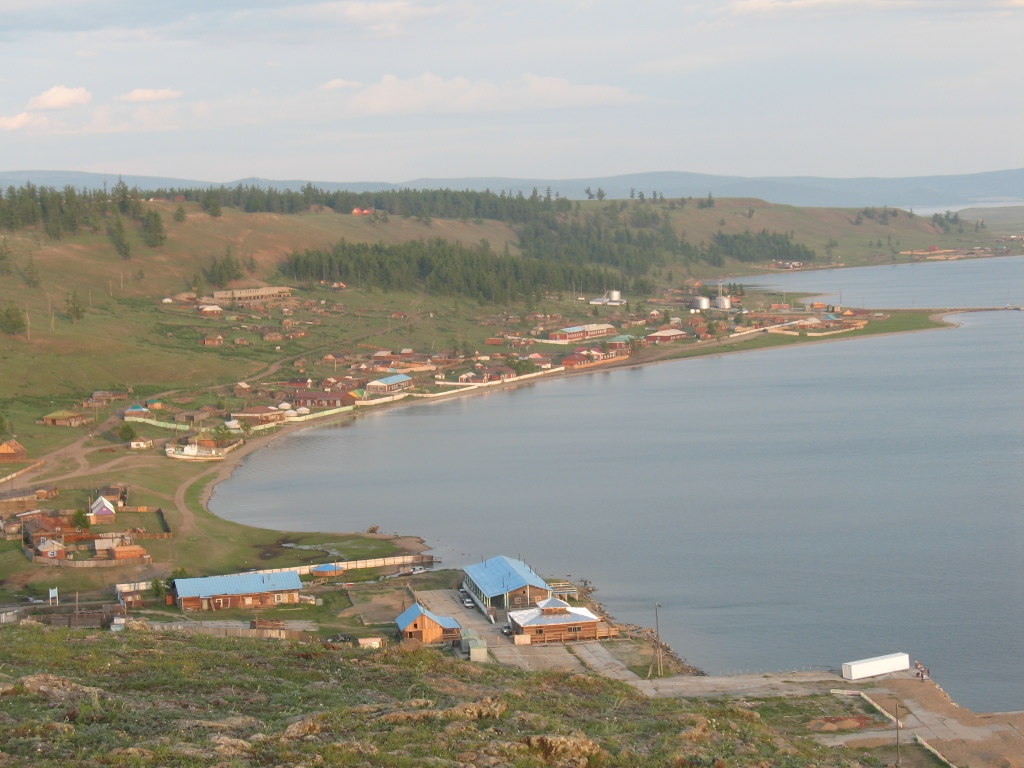
Посёлок Ханх
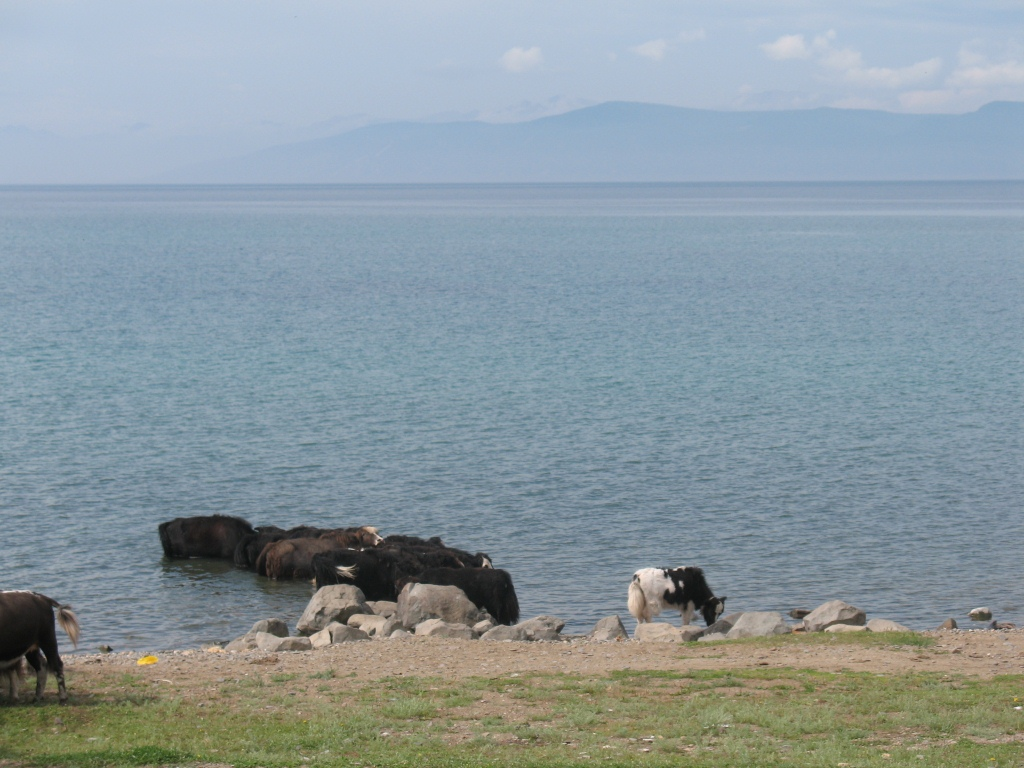
Яки - главные сельскохозяйственные животные на Хубсугуле
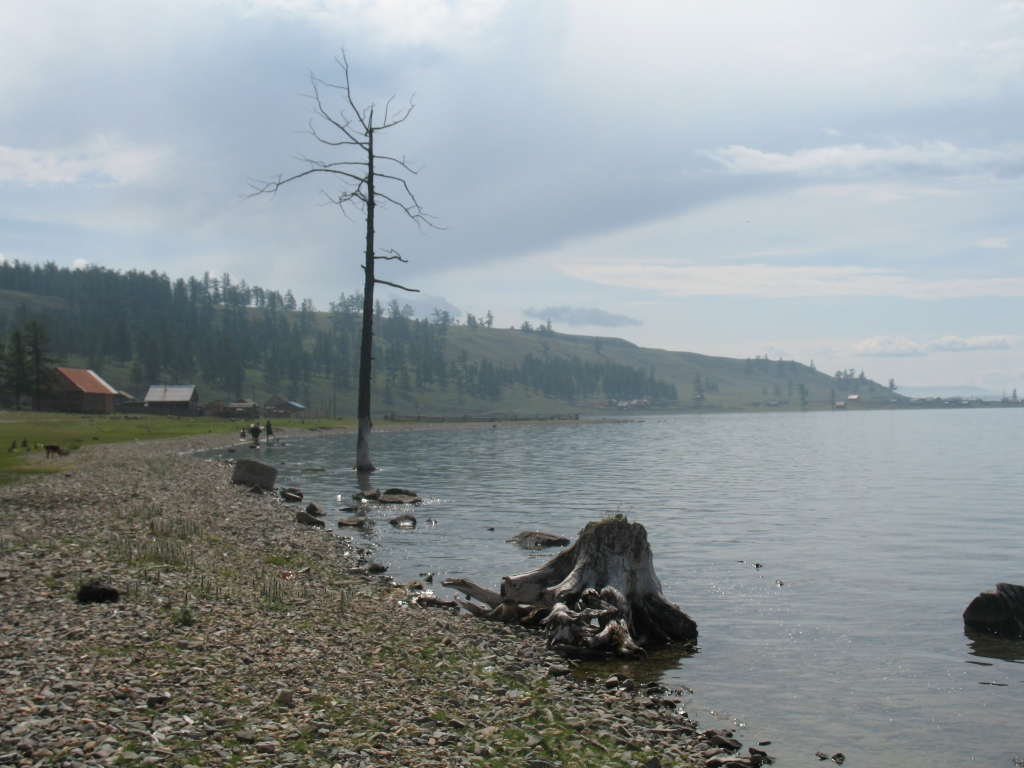
Уровень Хубсугула поднимается
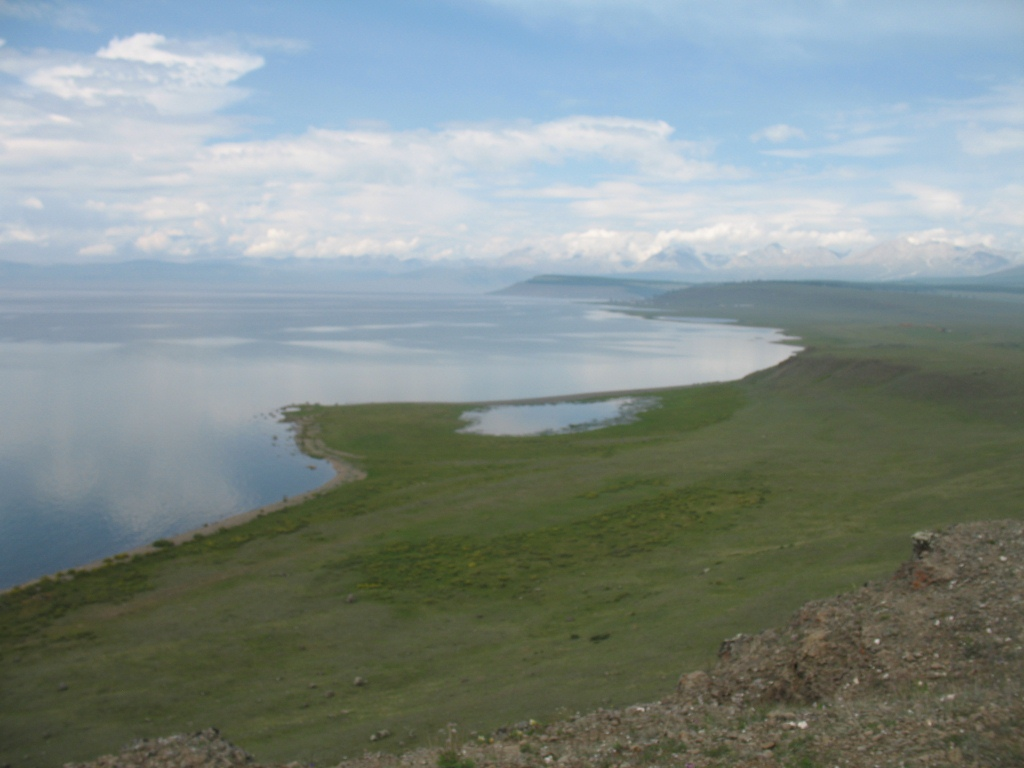
Северо-восточный берег озера около Ханха
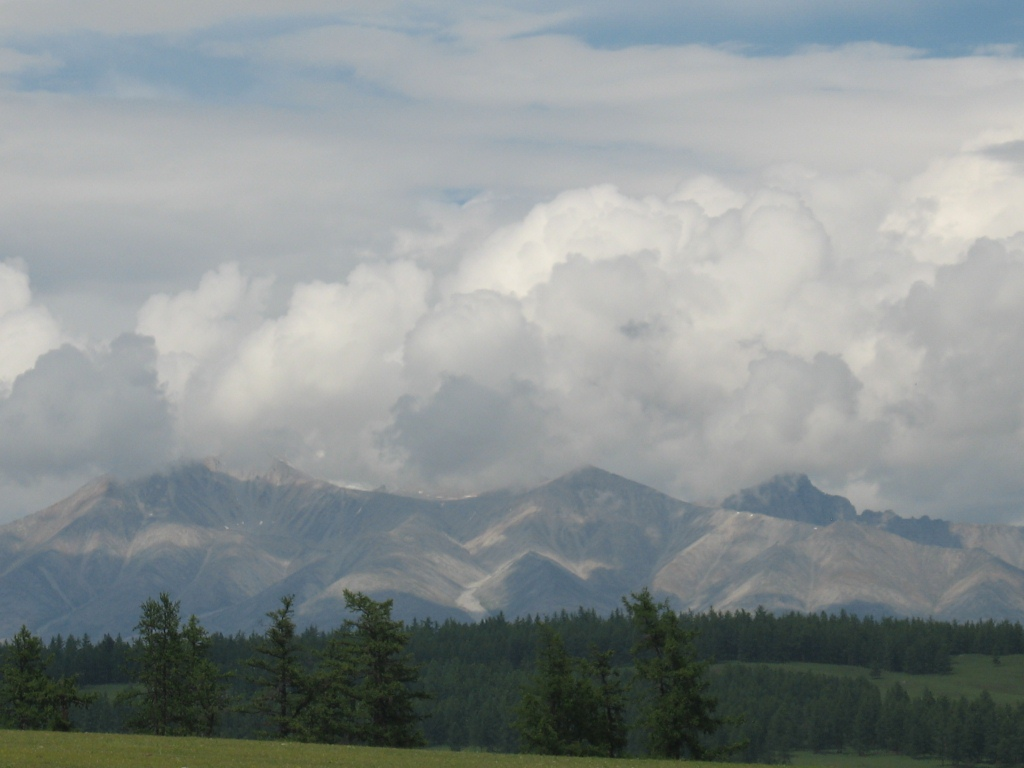
Мунку-Сардык со стороны Хубсугула
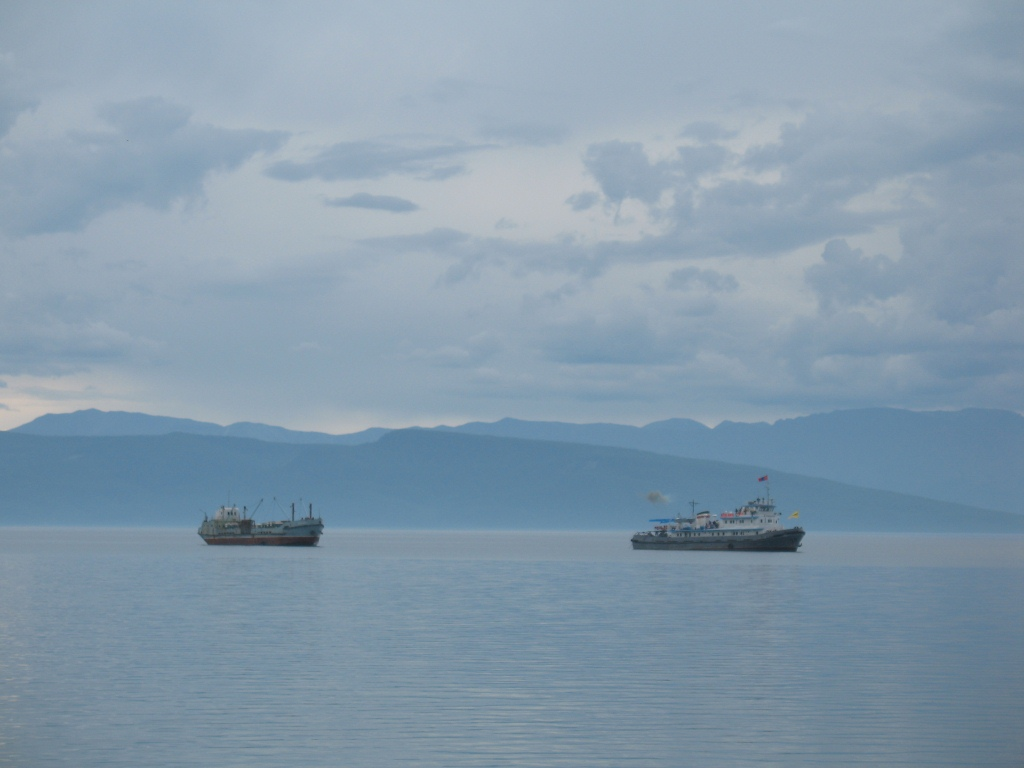
Суда в озере Хубсугул
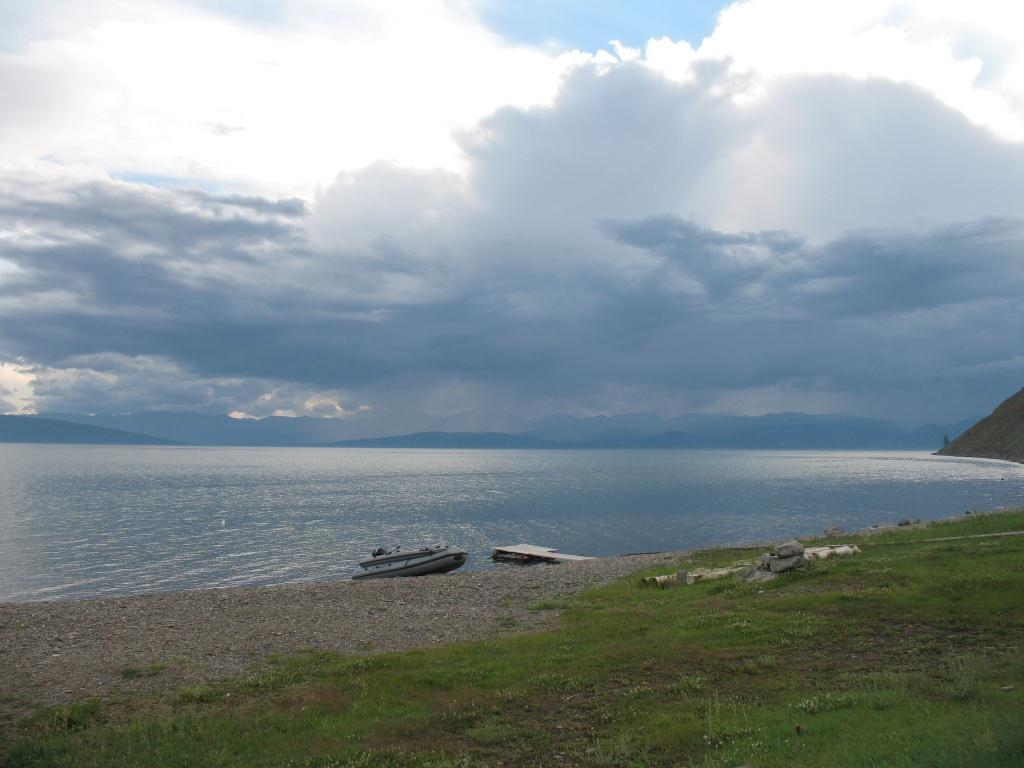
Озеро Хубсугул летним вечером
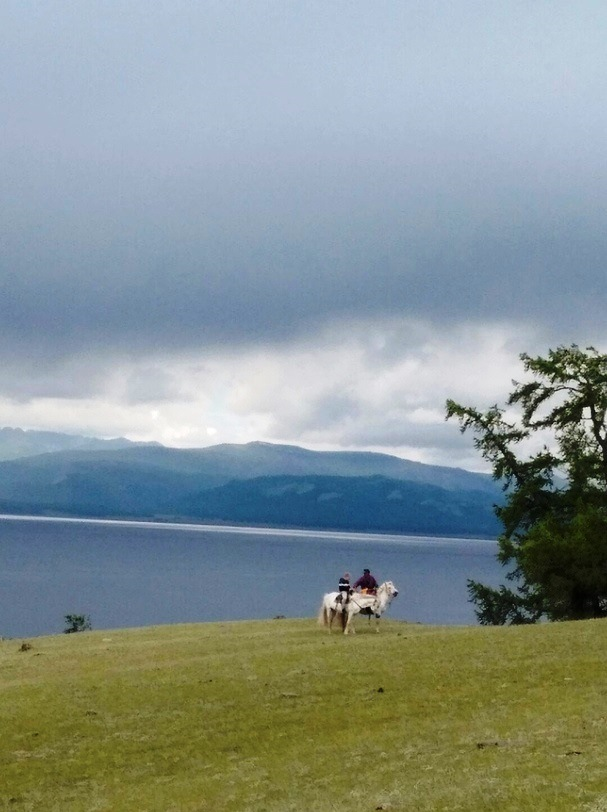
Монгольские араты возле озера
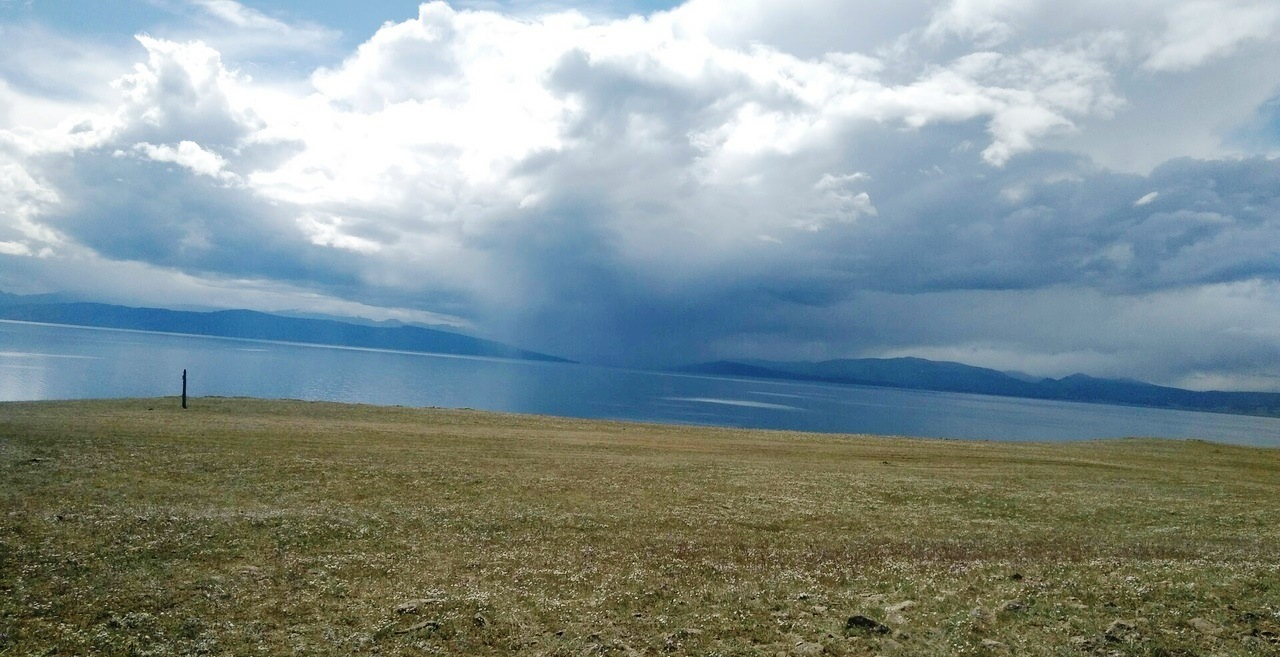
Дождевые облака над озером Хубсугул